# Giuseppe Saronni
Giuseppe „Beppe” Saronni (ur. 22 września 1957 w Novarze) – utytułowany włoski kolarz szosowy i torowy.

## Kariera
W roku 1982 zdobył złoty medal na mistrzostwach świata w wyścigu ulicznym, a w latach 1981 i 1986 był drugi i trzeci. Dwukrotny zwycięzca Giro d’Italia (1979, 1983).
Od 1991 roku jest menadżerem generalnym włoskiej grupy zawodowej Lampre.

## Najważniejsze zwycięstwa
- 1979 – Giro d’Italia, Mistrzostwa Zurychu
- 1980 – mistrzostwo Włoch, La Flèche Wallonne
- 1982 – mistrzostwo świata, Giro di Lombardia, Tour de Suisse
- 1983 – Giro d’Italia, Mediolan-San Remo